# Asahi (Yamagata)
Asahi (jap. 朝日町 Asahi-machi) – miasto w Japonii, na wyspie Honsiu, w prefekturze Yamagata. Według danych na rok 2020 miejscowość zamieszkiwało 6 366 mieszkańców , a gęstość zaludnienia wyniosła 32,3 os./km².